# Gais 1991
Fotbollsklubben Gais spelade säsongen 1991 i Allsvenskan, där man slutade åtta. Man fick därmed spela vidare i Kvalsvenskan, där man slutade på tredje plats och kvalificerade sig för nästa års Allsvenska. Nicklas Karlström blev Gais interna skyttekung med sina nio mål, medan finländske Erik Holmgren tilldelades Hedersmakrillen som lagets bästa spelare. I Svenska cupen åkte Gais ur i åttondelsfinal mot IFK Norrköping.
Även Gais damlag spelade säsongen 1991 i Allsvenskan, där man slutade sjua.

## Inför säsongen
Inför säsongen hade Gais värvat in den 24-årige anfallaren Nicklas Karlström från Djurgårdens IF; han var klubbens dittills dyraste nyförvärv någonsin. Bland andra nykomlingar märktes Tomas Jönsson från Kungsbacka BI, Thomas Hallberg från Lerums IS, Ola Karlsson från Jonsereds IF och Sören Pettersson från Kungsbacka BI. Nyförvärvet Tony Fylksjö från IK Oddevold blev det dock inget av, då Gais och Oddevold inte kunde komma överens, varpå Fylksjö tröttnade och nobbade båda klubbarna. Vidare hade Gais tappat tongivande spelare som Samir Bakaou, Ulf Köhl och Lenna Kreivi, som samtliga slutade spela fotboll på elitnivå.
På en försäsongsträning på Grimbovallen på Hisingen den 21 mars 1991 drabbades Gais hetlevrade tränare Bosse Falk av en hjärnblödning och fördes till Sahlgrenska sjukhuset. Falk piggnade dock till relativt kvickt, och satt på bänken till den allsvenska premiären. Däremot tog Gais in en vikarierande förstetränare i Bengt Kristensson medan Falk tillfrisknade. I den traditionella Triangelserien slog ett piggt Gais både Örgryte IS och IFK Göteborg med 1–0 och vann turneringen. Inför Allsvenskan nämndes Gais bland förhandsfavoriterna tillsammans med IFK Göteborg, Malmö FF, IFK Norrköping och Örebro SK.

## Seriespel

### Allsvenskan
Till säsongen 1991 hade Allsvenskan krympts till tio lag, där de sex främsta efter våromgången gick vidare till Mästerskapsserien och de fyra sämsta gick till Kvalsvenskan tillsammans med fyra division I-segrare. Av Kvalsvenskans åtta lag blev de tre främsta klara för nästa års Allsvenska, medan det fjärde fick kvala vidare mot ett av lagen som spelat den så kallade Höstettan.
Bosse Falk var, som tidigare nämnt, tillbaka på bänken till den allsvenska premiären mot Gif Sundsvall på Ullevi, där Gais trots att man tog ledningen i slutet av första halvleken bara fick 1–1 inför ynka 2 594 åskådare. Falk var dock inte helt kurant, utan Bengt Kristensson var tillförordnad huvudtränare. Kristensson arbetade till stora delar efter Falks fotbollsideologi men tog också egna initiativ; han var till exempel inte rädd att bänka etablerade spelare för att ge yngre chansen.
Gais fortsatte med 1–4 borta mot Örebro och 1–1 borta mot Halmstads BK, och det blev tydligt att förhandstipsen om en topplacering för Gais inte skulle infrias. Mot Örebro åkte dessutom den otursförföljde Joakim Nåfors på en skada och blev borta för resten av säsongen. Gais behövde nu en seger för att inte hamna ohjälpligt efter, och gästades i nästa match av obesegrade Östers IF. Gais blev mer eller mindre utspelade av smålänningarna under den första halvtimmen, innan Gais fick straff. De 2 147 åskådarna på Ullevi mindes fjolårets många straffmissar, men Nicklas Karlström klev fram och lyfte med minimal ansats bollen via stolpen i mål. Målet fick Gais att tända till, och Martin Carlsson utökade till 2–0, vilket blev slutresultatet.
På segern mot Öster följde emellertid tre raka förluster, och liksom under fjolåret hade Gais svårt att göra mål. Man spelade fin fotboll fram till straffområdet, men anfallarna lyckades inte och de allra flesta av Gais få mål gjordes av mittfältare. Till derbyt mot serieledande och obesegrade IFK Göteborg stuvade Kristensson om i startelvan: både Ola Karlsson och Thomas Hallberg, som dittills tillsammans hade 31 minuter allsvenskt spel i benen, fick starta, och i halvtid kom Tomas Jönsson, med 32 minuters allsvensk rutin, in. Det visade sig vara ett lyckokast: I den 70:e minuten fick Jönsson bollen strax utanför straffområdet och slog en lurig volley i mål för 1–0 till Gais. I slutet av matchen pressade IFK på för en kvittering, men säkre Sören Järelöv gjorde tre förstklassiga räddningar och Gais kunde hålla undan.
När serien vände hade Gais tre poäng upp till Öster på sjätteplatsen, vilken innebar vidare spel i Mästerskapsserien. Gaistruppen var dock fortsatt skadedrabbad; bland annat tvingades Mikael Göransson bryta sin svit på 74 raka allsvenska matcher, och de enda spelarna som hade deltagit i samtliga matcher var målvakten Sören Järelöv, Janne Lundqvist och Piotr Piekarczyk.
Nästan exakt två månader efter Bosse Falks hjärnblödning var han tillbaka på bänken som Gais huvudtränare igen. I en bortamatch mot Malmö FF ryade han som vanligt, särskilt när Martin Dahlin gjorde Malmös segermål ur misstänkt offsideposition, och efter matchen sade Falk skämtsamt: "Tur att min läkare från Sahlgrenska inte var här och såg mig." Gais fick sammanlagt fem varningar under matchen, och både Nicklas Karlström och Janne Lundqvist blev avstängda till nästa match hemma mot AIK. Trots avbräcken lyckades Gais slå solnaiterna med 2–1, sedan Thomas Hallberg i 92:a minuten fick till ett fint inlägg till Morgan Nilsson som språngnickade in segermålet. AIK-matchen blev Simon Hunts sista i Gais; han återvände därefter till IK Brage i division I.
Gais jagade fortfarande en plats i Mästerskapsserien, och mot IFK Göteborg tog man återigen en meriterande derbyseger. Gais tog ledningen efter ett tjusigt skruvat skott av Thomas Hallberg i första halvlekens slutskede, och efter en kvittering av Kennet Andersson i början av andra halvlek slog Magnus Gustafsson in en retur på ett skott av Nicklas Karlström. IFK jagade därefter en kvittering, men Sören Järelöv var i sedvanlig derbyform och Gais lyckades avvärja alla attacker. Gais vann rättvist med 2–1, och Martin Carlsson neutraliserade helt Blåvitts mittfältsstjärna Stefan Rehn. Gais hade därmed vunnit båda de allsvenska derbyna mot IFK, och stått för två av deras blott tre förluster i Allsvenskan detta år.
Efter segern mot IFK var Gais på slutspelsplats med sex omgångar kvar, men efter att på hemmaplan ha spelat 1–1 både mot IFK Norrköping och Djurgårdens IF hamnade man återigen på fel sida strecket. Efter 2–2 borta mot Öster, där Gais såg ut att gå mot segern efter ett skott i krysset av Thomas Hallberg med en kvart kvar men där smålänningarna kvitterade, var Gais på rätt sida om strecket igen. I nästa match, hemma mot Halmstads BK, gjorde Gais emellertid en riktig plattmatch och förlorade med 1–4, och platsen i Mästerskapsserien var i princip förlorad, även om segrar i de två avslutande matcherna hade räckt för att gå vidare. Gais spel var dock mycket svagt och bestod mest av en massa långbollar som inte ledde någonstans. I den näst sista matchen ställdes Gais mot Örebro hemma på Ullevi. Efter en dålig första halvlek där Örebro tog ledningen med 0–1 tände Gais till, men sju heta målchanser och ett frenetiskt anfallande ledde bara till ett enda mål, och Örebro kunde sedan orättvist göra 1–2 i slutminuten. Kvalsvenskan var ett faktum.

#### Tabell
| Nr | Lag               | S  | V | O | F  | GM | IM | MS  | P  |
| -- | ----------------- | -- | - | - | -- | -- | -- | --- | -- |
| 1  | IFK Göteborg (RM) | 18 | 9 | 6 | 3  | 29 | 14 | +15 | 33 |
| 2  | Örebro SK         | 18 | 9 | 6 | 3  | 25 | 17 | +8  | 33 |
| 3  | Malmö FF          | 18 | 7 | 8 | 3  | 20 | 14 | +6  | 29 |
| 4  | AIK               | 18 | 7 | 6 | 5  | 21 | 15 | +6  | 27 |
| 5  | Djurgårdens IF    | 18 | 6 | 7 | 5  | 27 | 25 | +2  | 25 |
| 6  | IFK Norrköping    | 18 | 5 | 6 | 7  | 24 | 24 | 0   | 21 |
| 7  | Halmstads BK      | 18 | 5 | 6 | 7  | 22 | 22 | 0   | 21 |
| 8  | Gais              | 18 | 5 | 5 | 8  | 22 | 29 | −7  | 20 |
| 9  | Östers IF         | 18 | 3 | 9 | 6  | 23 | 26 | −3  | 18 |
| 10 | GIF Sundsvall (U) | 18 | 1 | 7 | 10 | 15 | 42 | −27 | 10 |

#### Matcher
| Lag            | Hemma | Borta |
| -------------- | ----- | ----- |
| IFK Göteborg   | 1–0   | 2–1   |
| Örebro SK      | 1–2   | 1–4   |
| Malmö FF       | 0–1   | 0–1   |
| AIK            | 2–1   | 1–2   |
| Djurgårdens IF | 1–1   | 2–4   |
| IFK Norrköping | 1–1   | 0–2   |
| Halmstads BK   | 1–4   | 1–1   |
| Östers IF      | 2–0   | 2–2   |
| GIF Sundsvall  | 1–1   | 3–1   |

### Kvalsvenskan
Att Gais inte lyckats ta sig till Mästerskapsserien var en stor missräkning för klubben, inte minst ekonomiskt. Gais hade de senaste två åren värvat friskt, och hade dragit på sig skulder på omkring två miljoner kronor. Man hade budgeterat med ett åskådarsnitt på 5 500 personer, men under Allsvenskan lockade man i snitt bara 3 331 per match, och i Kvalsvenskan skulle snittet bli betydligt lägre, med ytterligare inkomstbortfall som följd. Gais hade dock fått någorlunda ordning på sina skadeproblem; till Kvalsvenskans start var det bara Joakim Nåfors, Ola Karlsson och Tomas Jönsson som inte var tillgängliga.
I den nykomponerade Kvalsvenskan var förutsättningarna att de tre första lagen i serien garanterades en plats i nästa års Allsvenska, medan fyran skulle få kvala mot ett av segrarlagen i Höstettan. Gais inledde mot medias kelgrisar i Kiruna FF, och trots att "Lapplands hopp" hade haussats inför matchen skojade Gais friskt med norrlänningarna, och inom loppet av tjugo minuter i andra halvlek gjorde Gais tre mål genom Thomas Hallberg (2) och Morgan Nilsson. Slutresultatet 3–0 var smickrande för gästerna.
Därefter ställdes Gais mot Västra Frölunda på Ruddalens IP. Den gamle gaisaren Mikael "Robson" Robertsson gjorde rättvist 1–0 till hemmalaget efter 19 minuter, men i andra halvlek tog Gais över. Inhoppande Sören Pettersson gjorde först förarbetet till Martin Carlssons kvittering, och ordnade sedan själv segermålet med tolv minuter kvar. Frölundabacken Jan Ahlbom sölade vid en bakåtpassning, och Pettersson snodde åt sig bollen och rundade sedan elegant målvakten.
Efter en 1–3-förlust borta mot Öster slog Gais Sundsvall hemma och ledde serien. Därefter tog man med en enkel 3–0-seger en gruvlig revansch på Halmstads BK för 1–4-förlusten tidigare under säsongen. Målskyttet lossnade äntligen för Karlström, Gustafsson och Hallberg, och efter dubbla segrar mot Hammarby IF och en bortaseger på det svårspelade plastgräset på Lombia IP i Kiruna var Gais med tre omgångar kvar bara en poäng ifrån att säkra nytt allsvenskt kontrakt. I nästa match ställdes man återigen mot Västra Frölunda, och skåpade ut förortslaget fullständigt efter stor show av Magnus Gustafsson, som gjorde två assist och avslutade med att själv sätta 4–0. Bosse Falk ställde efter matchen den retoriska frågan till den samlade journalistkåren: "Ni säger att Frölunda spelar den roligaste fotbollen i stan – vad säger ni nu då?"
Gais hade enkelt klarat det allsvenska kontraktet, men allt stod ändå inte rätt till i klubben. Man lade ingen större vikt vid de två sista matcherna och släppte in sju mål, men det var när Gaisledningen skrev nytt kontrakt med Bosse Falk och Bengt Kristensson som spänningarna kom upp till ytan. En rubrik i Göteborgs-Posten löd "GAIS spelare vill inte ha Bo Falk", och Mikael Göransson var särskilt frispråkig i sin kritik när han sade: "Vi spelar urtrist fotboll. Det räcker med att säga långbollar. Vi på mitten är svältfödda och jagar bara på chans. En ny tränare med friska idéer skulle ge oss rätt kick." Gais fotbollsansvarige Kenth Tapper gav dock inte mycket för kritiken, och backen Jens Wålemark, som var spelarrådets talesman, uttryckte sig mer försiktigt: "Det är inte alls bra med den här pajkastningen i tidningarna. Jag vill inte säga mera i detta läge. Vi ska ha ett möte [...] där vi ska prata med Bosse och rensa luften." Bråket slutade till sist med att Göransson gick till Västra Frölunda, medan övriga spelare blev kvar i klubben. Missnöjet berodde till stor del på bristande kommunikation; efter Falks hjärnblödning hade det talets om att ge honom en annan roll i klubben, och beskedet om det förnyade kontraktet kom därför som en överraskning för spelarna. "Styrelsen lovade att prata med oss om tränarfrågan innan dom tog belut, men inte ett ord vi hörde. Det var därför det spårade ur," sade Jens Wålemark några veckor senare. Även Wålemark kom dock under vinteruppehållet att lämna Gais för att varva ner i moderklubben Ljungskile SK. Gais förlorade även det tilltänkta nyförvärvet Christer Mattiasson och en hel del goodwill på grund av affären.

#### Tabell
| Nr | Lag                | S  | V | O | F  | GM | IM | MS  | P  |
| -- | ------------------ | -- | - | - | -- | -- | -- | --- | -- |
| 1  | Östers IF          | 14 | 8 | 6 | 0  | 36 | 17 | +19 | 30 |
| 2  | Trelleborgs FF     | 14 | 8 | 5 | 1  | 24 | 16 | +8  | 29 |
| 3  | Gais               | 14 | 8 | 2 | 4  | 25 | 16 | +9  | 26 |
| 4  | Västra Frölunda IF | 14 | 5 | 3 | 6  | 27 | 24 | +3  | 18 |
| 5  | Hammarby IF        | 14 | 4 | 4 | 6  | 21 | 21 | 0   | 16 |
| 6  | Halmstads BK       | 14 | 3 | 4 | 7  | 28 | 30 | −2  | 13 |
| 7  | GIF Sundsvall      | 14 | 3 | 4 | 7  | 24 | 33 | −9  | 13 |
| 8  | Kiruna FF          | 14 | 3 | 0 | 11 | 12 | 40 | −28 | 9  |

#### Matcher
| Lag                | Hemma | Borta |
| ------------------ | ----- | ----- |
| Östers IF          | 0–3   | 1–3   |
| Trelleborgs FF     | 0–1   | 0–0   |
| Västra Frölunda IF | 4–0   | 2–1   |
| Hammarby IF        | 2–1   | 3–2   |
| Halmstads BK       | 3–0   | 1–1   |
| GIF Sundsvall      | 1–0   | 3–4   |
| Kiruna FF          | 3–0   | 2–0   |

## Svenska cupen
Gais inledde Svenska cupen med att bortaslå Trelleborgs FF efter förlängning och straffar, och fortsatte med att bortaslå även Umeå FC med 0–2, efter två mål av Magnus Gustafsson. I åttondelsfinalen blev dock IFK Norrköping för svåra.

### Matcher
| 3 | 23 juni 1991               | Trelleborgs FF                                                                   | 1 – 1      | Gais              |                        |                        |
|   |                            | Christian Karlsson                                                               | (0 – 0) DN | Magnus Gustafsson | Trelleborg Publik: 860 | Trelleborg Publik: 860 |
|   |                            |                                                                                  |            |                   | Trelleborg Publik: 860 | Trelleborg Publik: 860 |
|   | Straffsparksläggning 4 – 6 | Magnus Gustafsson Mikael Göransson Thomas Hallberg Ola Karlsson Sören Pettersson |            |                   | Trelleborg Publik: 860 | Trelleborg Publik: 860 |

| 4 | 28 juli 1991 | Umeå FC | 0 – 2      | Gais              |                    |                    |
|   |              |         | (0 – 1) DN | Magnus Gustafsson | Umeå Publik: 2 352 | Umeå Publik: 2 352 |
|   |              |         |            |                   | Umeå Publik: 2 352 | Umeå Publik: 2 352 |
|   |              |         |            |                   | Umeå Publik: 2 352 | Umeå Publik: 2 352 |

| 8:del | 31 juli 1991 | IFK Norrköping | 1 – 0      | Gais |                          |                          |
|       |              | Jan Hellström  | (1 – 0) DN |      | Norrköping Publik: 1 219 | Norrköping Publik: 1 219 |
|       |              |                |            |      | Norrköping Publik: 1 219 | Norrköping Publik: 1 219 |
|       |              |                |            |      | Norrköping Publik: 1 219 | Norrköping Publik: 1 219 |

## Spelartrupp
| Nr | Pos. | Namn               | Född (ålder)             | Matcher* | Mål* |
| -- | ---- | ------------------ | ------------------------ | -------- | ---- |
| 1  | MV   | Sören Järelöv      | 10 januari 1965 (26 år)  | 32       | 0    |
| 2  | F    | Piotr Piekarczyk   | 1 oktober 1958 (32 år)   | 31       | 0    |
| 3  | F    | Pär Eriksson       | 27 juli 1964 (26 år)     | 26       | 3    |
| 4  | F    | Erik Holmgren      | 17 december 1964 (26 år) | 31       | 1    |
| 5  | MF   | Martin Carlsson    | 27 december 1965 (25 år) | 30       | 5    |
| 6  | F    | Jens Wålemark      | 31 juli 1966 (24 år)     | 30       | 0    |
| 7  | MF   | Simon Hunt         | 17 november 1962 (28 år) | 8        | 0    |
| 8  | MF   | Morgan Nilsson     | 3 april 1971 (19 år)     | 29       | 3    |
| 9  | A    | Joakim Nåfors      | 22 december 1964 (26 år) | 2        | 0    |
| 10 | A    | Nicklas Karlström  | 13 december 1966 (24 år) | 30       | 9    |
| 12 | F    | Ola Karlsson       | 19 maj 1971 (19 år)      | 12       | 1    |
| 14 | F    | Jan Lundqvist      | 14 augusti 1966 (24 år)  | 27       | 3    |
| 15 | MF   | Mikael Göransson   | 15 maj 1966 (24 år)      | 20       | 3    |
| 16 | A    | Magnus Gustafsson  | 24 januari 1967 (24 år)  | 31       | 8    |
| 18 | MF   | Thomas Hallberg    |                          | 25       | 8    |
| 19 | MF   | Tomas Jönsson      | 25 januari 1969 (22 år)  | 13       | 1    |
| 24 | F    | Anders Björk       | 15 februari 1968 (23 år) | 8        | 0    |
| –  | MF   | Sören Pettersson   | 14 mars 1969 (22 år)     | 16       | 2    |
| –  | MF   | Joakim Barin       | 31 december 1968 (22 år) | 1        | 0    |
| –  |      | Christian Carlsson |                          | 1        | 0    |

 * gäller endast ordinarie seriespel

## Damlaget
Gais damlag spelade säsongen 1991 i Allsvenskan, där man slutade sjua. Camilla Gustafsson tilldelades Hedersmakrillen som lagets bästa spelare.